# Castelperroniano

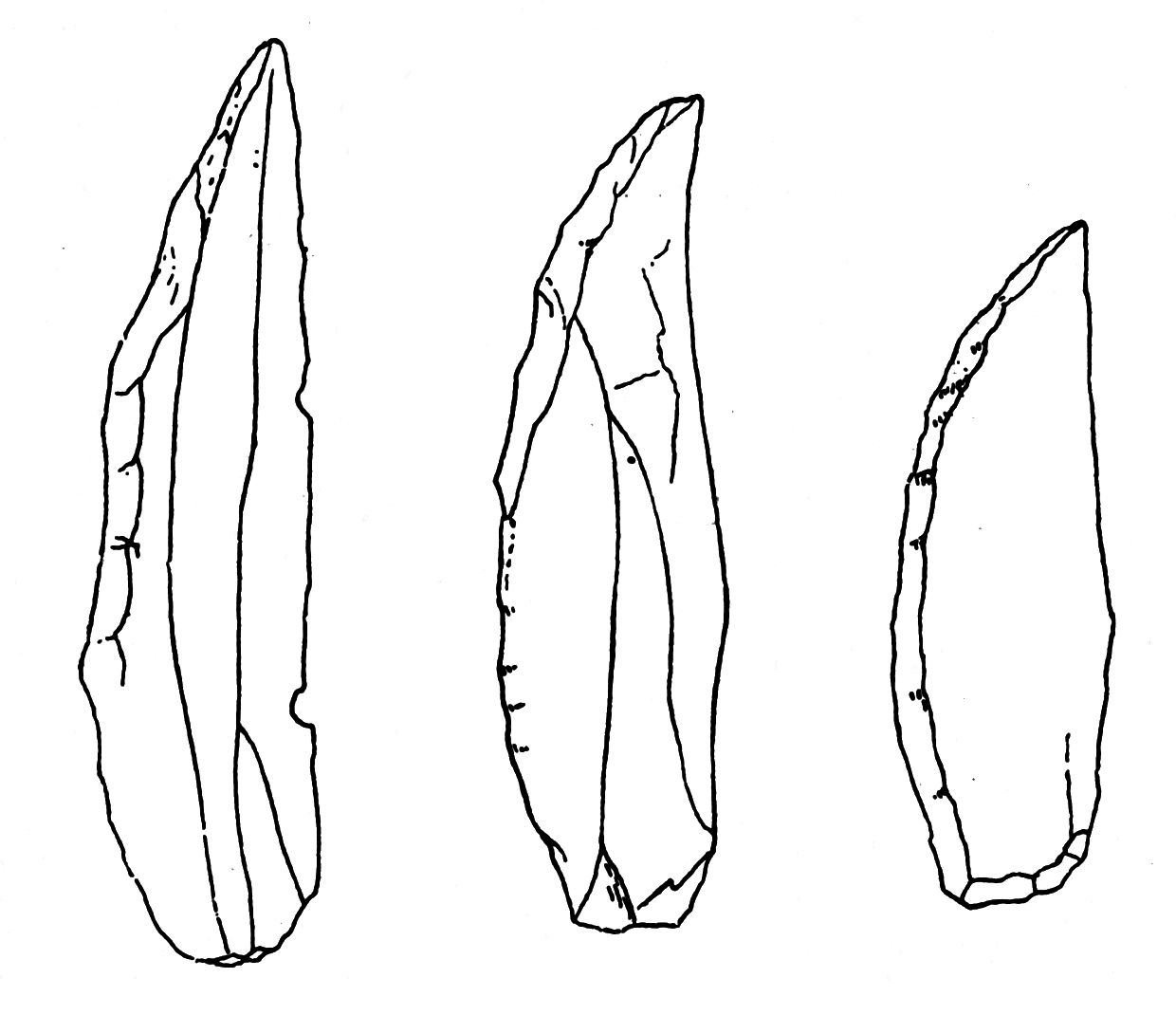
Utensili litici del Castelperroniano.

Castelperroniano indica una cultura preistorica, la prima industria del paleolitico superiore nel centro e nel sud ovest della Francia, che si estende anche nella Spagna settentrionale. 
Il suo nome deriva dal sito di La Grotte des Fees a Châtelperron, Allier, Francia. È legata alle ultime fasi della presenza dell'uomo di Neanderthal in Europa; nasce dalla precedente industria musteriana. Ha fatto uso della tecnica Levallois di riduzione litica (pietra-scheggiata) e durò da circa 35.000 a 29.000 anni fa, quando fu sostituita dall'Aurignaziano.

## Caratteristiche
L'industria ha prodotto attrezzi denticolati, utensili in pietra evoluti e anche un coltello di selce distintivo della cultura, con un tagliente singolo e smussato, a dorso ricurvo. L'uso di avorio in siti castelperroniani tende ad essere più frequente di quello dell'Aurignaziano tardo, mentre strumenti in corno sembrano essere assenti.
Esistono controversie fino a che punto archeologicamente sia associato con i Neanderthal.  L'industria castelperroniana può relazionarsi alle origini della molto simile cultura gravettiana. Gli archeologi francesi hanno tradizionalmente classificato le due culture insieme sotto il nome di Perigordiano.
Coesiste tecnologicamente (archeologicamente) con l'uluzziano  tra 45 000 e 39 500 anni dal presente  nell'Italia centro-meridionale, dal sito della baia e della grotta di Uluzzo, in Puglia, che rappresentano culture di transizione dalle culture musteriane, ad opera ancora dei neanderthaliani e con il perdurare della tecnica levalloisiana. Un'altra cultura di transizione è lo szeletiano (o "Szeliano", 40.000 - 30.000 anni fa circa) nell'Europa centrale, dal sito della grotta Széléta in Ungheria.

## Descrizione
Tra complessi musteriani, legati all'Uomo di Neandertal, e l'Aurignaziano, legato al moderno sapiens, in alcune regioni d'Europa si sviluppano i complessi di transizione, legati alle tradizioni musteriane locali ma nei quali compaiono elementi nuovi, propri del Paleolitico superiore. Gli elementi innovatori sono costituiti da strutture abitative, dalla produzione litica nella quale si affermano processi di produzione di supporti laminari, e dalla comparsa di strumenti di morfologia ben definita ricavati da materie dure animali, di oggetti ornamentali e di oggetti decorati.
I complessi di transizione rinvenuti vanno attribuiti agli ultimi neandertaliani, e non ai primi uomini moderni d'Europa. Questa attribuzione spiega le affinità tra industria litica castelperroniana e industria litica del Musteriano di tradizione acheuleana.
Per alcune decine di migliaia di anni i neandertaliani erano caratterizzati da industrie litiche standardizzate, senza sensibili innovazioni, e non hanno mai prodotto oggetti ornamentali né strumenti d'osso di forma ben definita. Tuttavia, prima di estinguersi hanno modificato le caratteristiche della loro produzione litica per confezionare supporti laminari, hanno cominciato a lavorare sistematicamente i materiali duri di origine animale, hanno cominciato a usare oggetti ornamentali, a confezionarli essi stessi e a decorare altri oggetti. 
Queste innovazioni forse erano già state introdotte in Europa dall'Uomo moderno, associato all'Aurignaziano. 
Si è anche ipotizzato che gli ultimi neandertaliani siano venuti a contatto con i primi Uomini moderni, che stavano diffondendosi in Europa, e ne abbiano assimilato alcuni comportamenti.
Il Castelperroniano sembra avere origine nel Musteriano di tradizione acheuleana, che in alcuni siti è particolarmente ricco di coltelli a dorso su supporti laminari. È caratterizzato dalla punta di Châtelperron, un coltello a dorso curvo su supporto laminare. La morfologia della punta di Châtelperron è piuttosto varia, sia per quanto riguarda le dimensioni del manufatto, sia per l'ampiezza e l'estensione del ritocco e la curvatura del dorso. È distribuito in un'area delimitata, comprendente il sud-ovest della Francia, la regione del Massiccio Centrale, i Pirenei e la Cantabria, e si colloca nell'Interpleniglaciale würmiano.